# Махмадбеков, Махмадбек Шоинович
Махмадбек Шоинович Махмадбеков (род. 1 октября 1999 года, Иркутск, Россия) — российский, а впоследствии эмиратский дзюдоист таджикского происхождения. Мастер спорта России. Призёр чемпионата мира и чемпионата Азии, победитель множеств турниров серии «Большой шлем».

## Биография
Махмадбек Махмадбеков родился 1 октября 1999 года в Иркутске. Вступил на татами в 4 года. Все члены семьи Махмадбековых — спортсмены. Его дядя, Эргаш, отдал его в дзюдо.

## Спортивная карьера
В 2016 году в Ижевске стал впервые чемпионом страны среди юниоров в весе до 60 кг. В 2017 году выступил вновь на домашнем первенстве страны, где в новой для себя весовой категории (до 66 кг) одержал победу. В 2019 году стал бронзовым призёром первенства Европы среди юниоров до 73 кг. 
На первенстве мира, которое прошло в Марокко, Махмадбек Махмадбеков стал вице-чемпионом мира в командном противостоянии против сборной Грузии. В 2020 году принял участие на первенстве Европы до 23 лет, где добыл серебряную медаль. 
В 2021 году стал победителем турнира «Большой шлем» в Казани и в Баку. Победитель «Большого шлема» 2022 в Улан-Баторе (Монголия). Участник чемпионата мира 2023. Победитель гран-при в Душанбе. 
В конце 2023 года выиграл бронзовые медали на турнирах «Большого Шлема» в Баку и Абу-Даби. В начале 2024 года стал третьим на гран-при Португалии. В мае 2024 года принял участие на чемпионате мира в Абу-Даби. 
В июне 2024 года получил приглашение от Международного олимпийского комитета для участия на Летних Олимпийских играх в Париже, в связи бойкотированием федерации дзюдо России все же принял приглашение, затем отказался. 
31 августа 2024 года сменил спортивное гражданство, и перешёл за сборную Объединённых Арабских Эмиратов. В октябре 2024 года выиграл золотую медаль турнира серии «Большой шлем» в Абу-Даби.
В июне 2025 года на чемпионате мира в Будапеште в весовой категории до 73 кг завоевал бронзовую медаль. В схватке за третье место одолел соперника из Сербии Байсангура Багаева.

## Спортивные достижения
- Первенство России среди юниоров (2016, 2017) — ;
- Первенство Европы среди юниоров (2019) — ;
- Первенство Европы до 23 лет (2020) — ;
- 2x Большой шлем (Казань, Баку, 2021) — ;
- Всероссийская спартакиада 2022 — ;
- Большой шлем (Улан-Батор, 2022) — ;
- Гран-при Душанбе (2023) — ;
- Большой шлем (Астана, 2023) — ;
- Большой шлем (Баку, Абу-Даби, 2023) — ;
- Гран-при Португалии (2024) — ;
- Большой шлем (Абу-Даби, 2024) — ;
- Чемпионат мира по дзюдо 2025 — ;

## Личная жизнь
Махмадбек является студентом Байкальского государственного университета (БГУ). Его двоюродный брат Сомон Махмадбеков так же является дзюдоистом.